# Moss FK
Der Moss Fotballklubb ist ein Fußballverein in der norwegischen Stadt Moss.
Zurzeit spielt der am 28. August 1906 gegründete Verein in der 1. Division, der zweithöchsten Spielklasse Norwegens. Im Jahr 2002 waren sie aus der Tippeligaen, der höchsten norwegischen Liga, abgestiegen. 2005 war man in den Playoffs um den Aufstieg an Molde FK gescheitert. Die Heimspiele des Vereins werden seit der Fertigstellung 1939 im Melløs-Stadion ausgetragen. 2022 schafften sie  als erstes der 2. Division Gruppe 1 den Aufstieg in die 1. Division.

## Erfolge
- Norwegischer Meister: 1987
- Norwegischer Pokal: 1983

## Bekannte Spieler
- Jan Einar Aas
- Bengt Andersson
- Martin Andresen
- Patrice Bernier
- Simen Brenne
- Rob Friend
- Vladan Grujić
- Brynjar Gunnarsson
- Olli Isoaho
- Erland Johnsen
- Arnold Otieno Origi
- Rune Tangen
- Jarkko Wiss
- Gunnar Gíslason

## Trainer
- Willibald Hahn (1938)
- Stefan Lundin (1988)
- Per-Mathias Høgmo (1995–1996)